# 奧塔姆瓦鎮區 (堪薩斯州科菲縣)
奧塔姆瓦鎮區（英語：Ottumwa Township）為美國堪薩斯州科菲縣轄下的鎮區。2010年美国人口普查中該鎮區人口有716人。

## 地理
奧塔姆瓦鎮區涵蓋面積136.4平方（52.7平方英里），境內的城市有新斯特朗。

### 墓園
根據美國地質調查局的資料，此鎮區擁有1座墓園：
- 鮑曼與艾德蓋特墓園（Bowman and Adgate Cemetery）

### 溪流
通過此鎮區的溪流有：
- 東希科里溪（East Hickory Creek）
- 西希科里溪（West Hickory Creek）

## 人口統計
根據2010年美國人口普查，奧塔姆瓦鎮區人口有716人，住房304戶，人口密度為5.25人/每平方公里。此鎮區居民之種族中，白人佔95.53%，非裔美國人佔1.26%，美洲原住民佔0.84%，亞裔美國人佔0.42%，太平洋島裔美國人佔0%，其他種族佔0.42%，混血種族則佔1.54%。而西班牙裔或拉丁裔美國人佔此鎮區人口的2.09%。

## 外部連結
- City-Data.com （页面存档备份，存于）